# Suphan Thongsong
Suphan Thongsong (tiếng Thái: สุพรรณ ทองสงค์, sinh ngày 26 tháng 8 năm 1994), là một cầu thủ bóng đá người Thái Lan thi đấu ở vị trí trung vệ cho câu lạc bộ Giải bóng đá Ngoại hạng Thái Lan Bangkok United.

## Sự nghiệp quốc tế
Năm 2016 Suphan được chọn vào đội hình U-23 Thái Lan tham dự Giải vô địch bóng đá U-23 châu Á 2016 ở Qatar. Tháng 6 năm 2016 Suphan được triệu tập để tham dự Cúp Nhà vua Thái Lan 2016, nhưng không được ra sân.
Năm 2017, một lần nữa anh được triệu tập thi đấu giao hữu với Myanmar và Kenya, và cuối cùng ra mắt trong chiến thắng 3-1 trước Myanmar, khi vào sân ở những phút cuối. Năm 2018, anh được triệu tập lên đội tuyển quốc gia Thái Lan tham dự AFF Suzuki Cup 2018. Suphan có tên trong đội hình cuối cùng tham dự Cúp bóng đá châu Á 2019.

## Danh hiệu

### Câu lạc bộ
Muangthong United
- Giải bóng đá Ngoại hạng Thái Lan (1): 2016
- Cúp Liên đoàn bóng đá Thái Lan (1): 2016
- Siêu Cúp Thái Lan (1): 2017

### Quốc tế
Thái Lan
- Cúp Nhà vua Thái Lan (1): 2016